# Апачська скрипка

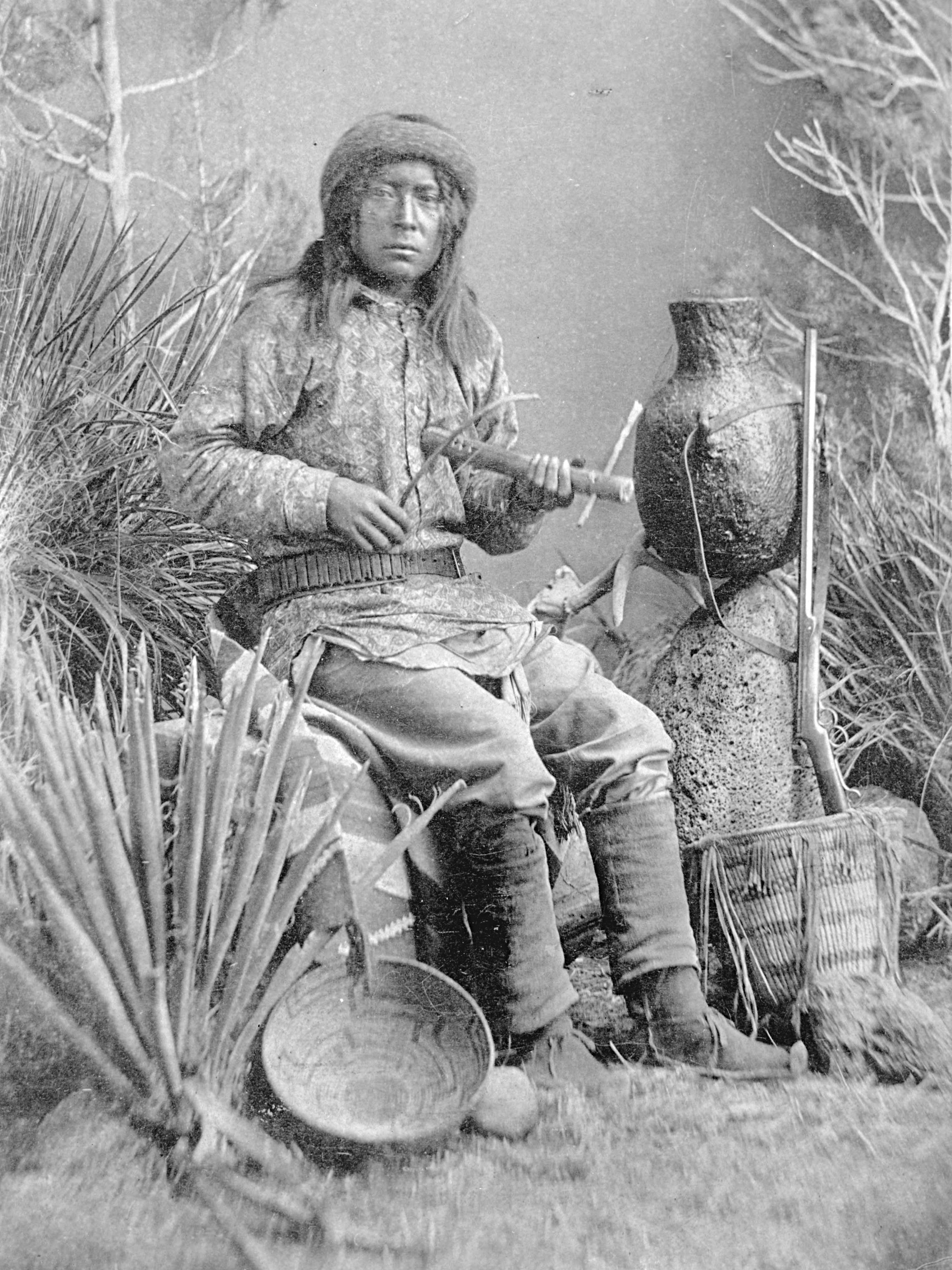
Часі, музикант з племені Ворм-Спрінгс апачів, грає на апачській скрипці, 1886 рік, фото А. Френка Рендалла.

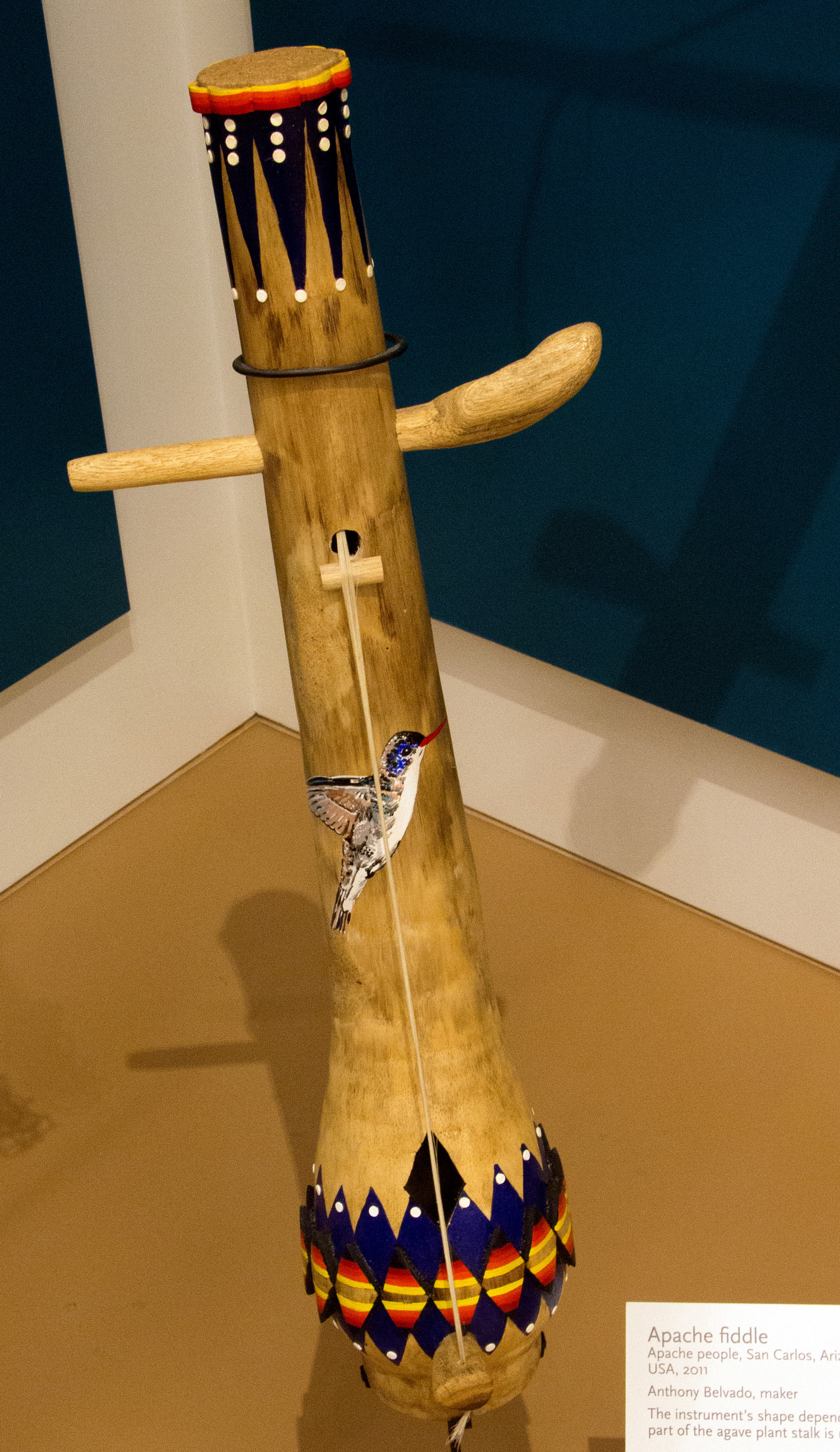
Апачська скрипка з Аризони, Музей музичних інструментів — Фінікс, Аризона.

Апачська скрипка (апач. tsii' edo'a'tl, «дерево, що співає») — це смичковий струнний інструмент, який використовують корінні апачі на південному заході Сполучених Штатів. Інструмент виготовляється з рослинного стебла, такого як агави або мескаля. Одна або іноді дві струни, часто зроблені з кінського волоса, натягуються між кінцями стебла, до них додаються підставка (бридж) і поріжок (нут), а саму струну грають смичком, натертим сосновою смолою. Для зміни висоти звуку струну торкаються пальцями. Смітсонівський інститут зберігає апачську скрипку, зібрану у 1875 році. У 1989 році майстер з виготовлення апачських скрипок Чеслі Гоусейон Вілсон із Тусона, штат Аризона, отримав премію National Heritage Award.